# Ипсилон Андромеды
И́псилон Андроме́ды (лат. υ Andromedae), 50 Андромеды (лат. 50 Andromedae), HD 9826 — двойная звёздная система в созвездии Андромеды на расстоянии приблизительно 43,7 световых лет (около 13,4 парсеков) от Солнца. Видимая звёздная величина звезды — +4,152m. Возраст определён как около 3,12 млрд лет.
Первая нормальная звезда (звезда главной последовательности), у которой была обнаружена многопланетная система. Вокруг звезды обращаются, как минимум, четыре планеты.

## Характеристики
Система является физически двойной и оптически четырёхкратной.
Первый компонент (HD 9826Aa) — жёлто-белая звезда спектрального класса F9V. Масса — около 1,27 солнечной, радиус — около 1,48 солнечного, светимость — около 3,57 солнечных. Эффективная температура — около 6193 K.
Второй компонент (UCAC4 657-006214) — красный карлик спектрального класса M4,5V. Видимая звёздная величина звезды — +13,6m. Масса — около 0,2 солнечной. Удалён от главной звезды минимум на 750 а.е. (55,6 угловых секунд).
Ранее считалось, что в систему входят ещё две звезды: третий компонент — удалённая на 114 угловых секунд UCAC3 263-13722, жёлтый карлик спектрального класса G-F с видимой звёздной величиной +12,6m, радиусом около 1,16 солнечного, светимостью около 1,624 солнечной, эффективной температурой около 6051 K, и четвёртый компонент — удалённая на 280,2 угловой секунды TYC 2822-2067-1, жёлто-белая звезда спектрального класса F2 с видимой звёздной величиной +10,365m, радиусом около 3,41 солнечных, светимостью около 18,837 солнечных и эффективной температурой около 6515 K. Однако после измерений их параллаксов в 2020 году с помощью спутникового астрометрического телескопа Gaia стало известно, что расстояние от Солнца до первой из них около 560 пк, до второй около 510 пк, то есть они находятся в десятки раз дальше, чем υ And. Таким образом, они лишь случайно проецируются на небесную сферу вблизи Ипсилона Андромеды и не составляют с этой звездой и друг с другом физическую систему звёзд.

## Планетная система

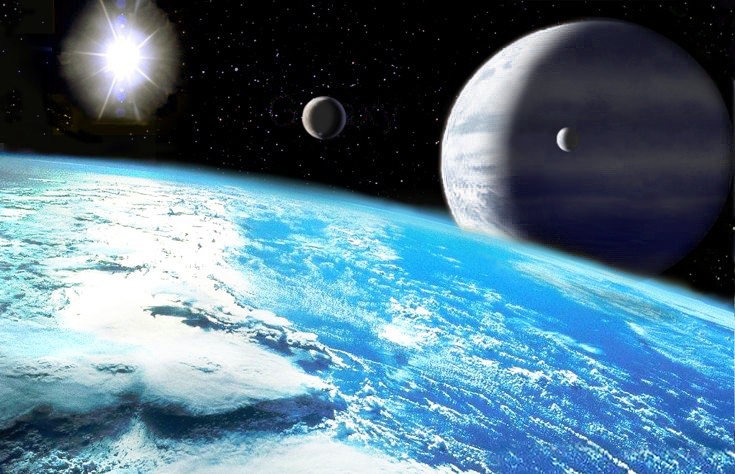
Ипсилон Андромеды d — газовый гигант класса II, у которого возможно образование водных облаков. Одним из открытых вопросов экзопланетологии является наличие у газовых гигантов массивных лун, способных удержать достаточно плотную атмосферу. До сих пор такие луны не наблюдались.
В представлении художника вокруг Ипсилон Андромеды d обращается луна с жидким океаном

### Планета b
Открыта в 1996 году Дж. Марси и П. Батлером методом доплеровской спектроскопии. Период обращения — 4,617 суток, большая полуось орбиты — 0,059 а. е., орбита круговая (эксцентриситет 0,012). Минимальная масса — 0,69 MJ.

### Планета c
Открыта в 1999 году методом доплеровской спектроскопии. Период обращения — 241,5 суток, большая полуось орбиты — 0,829 а. е., орбита вытянута (эксцентриситет 0,28). Минимальная масса — 1,19 юпитерианской.

### Планета d
Открыта в 1999 году методом доплеровской спектроскопии. Период обращения — 1284 суток (3,5 года), большая полуось орбиты — 2,53 а. е., орбита вытянута (эксцентриситет 0,27). Минимальная масса — 3,75 юпитерианской. Астрометрические наблюдения дают верхний предел в 10 масс Юпитера и максимальный угол наклона орбиты к лучу зрения 155,5°.

### Планета e
После более чем тысячи сеансов наблюдений команда астрономов во главе с Барбарой Макартур (Barbara McArthur) пришла к выводу, что в системе имеется и четвёртая планета (е), орбита которой намного дальше от звезды, чем у остальных. Кроме того, им удалось уточнить массу двух из трёх ранее известных планет (c и d). Орбиты этих планет отклонены друг относительно друга на 30 градусов.

## Ближайшее окружение звезды
Следующие звёздные системы находятся на расстоянии в пределах 20 световых лет от системы υ Андромеды:
| Звезда         | Спектральный класс | Расстояние, св. лет |
| HR 483         | G1,5 V / M V       | 3,0                 |
| G 173-39       | M5 V               | 7,8                 |
| BD+47 612      | M1,5 Ve            | 9,1                 |
| GD 279         | DA3 /VII           | 9,3                 |
| δ Треугольника | G0,5 Ve / K4-M V?  | 11                  |
| θ Персея       | F7 V / M1 V        | 12                  |
| ι Персея       | G0 V               | 16                  |
| 85 Пегаса      | G5 Vb / K7 V / M V | 18                  |
| BD+37 783      | G5 V               | 18                  |
| 54 Рыб         | K0+ V              | 18                  |